# Operation Phantom Strike
Operation Phantom Strike war eine Großoffensive der Koalitionsstreitkräfte im Irak, die am 15. August 2007 begann. Ziel war es, das Netzwerk der al-Qaida sowie weiterer schiitischer Extremistengruppen im Irak zu zerstören. Die Offensive war in mehrere diverse Unter-Operationen im ganzen Irak gegliedert, dauerte bis Januar 2008 und wurde danach mit der Operation Phantom Phoenix weitergeführt.

## Hintergrund
Im Sommer 2007 führte das irakische Militär zwei größere Offensiven, die Operation Law and Order sowie die Operation Phantom Thunder durch. Diese Operationen in den Außenbezirken Bagdads schwächten die Aufständischen erheblich. Im Laufe der Operationen wurden große Mengen an Waffen sichergestellt sowie Rückzugsräume der Aufständischen besetzt. Zudem wurde eine Reihe von wichtigen al-Qaida- und Aufständischen-Anführern getötet und die Bevölkerung von der Bedrohung durch diese Gruppen befreit.
Die Operation wurde durch US-Präsident George W. Bush während einer Radio-Ansprache am 18. August 2007 bekannt gemacht:

„In recent months, American and Iraqi forces have struck powerful blows against al Qaeda terrorists and violent extremists in Anbar and other provinces. In recent days, our troops and Iraqi allies launched a new offensive called Phantom Strike. In this offensive, we are carrying out targeted operations against terrorists and extremists fleeing Baghdad and other key cities -- to prevent them from returning or setting up new bases of operation. The terrorists remain dangerous and brutal, as we saw this week when they massacred more than 200 innocent Yezidis, a small religious minority in northwestern Iraq. Our hearts go out to the families of those killed, and our troops are going to go after the murderers behind this horrific attack.“

## Beteiligte Einheiten

### Koalitionsstreitkräfte
- 3rd Brigade Combat Team, 5th Squadron, 73rd Cavalry Regiment und 6-9 Armored Reconnaissance Squadron, 1. US-Kavalleriedivision
- 3rd Brigade und 25th Combat Aviation Brigade, 25. US-Infanteriedivision
- 3rd Brigade, 82. US-Luftlandedivision
- 3rd und 4th Brigade, 2. US-Infanteriedivision
- 5-20th Infantry Regiment

### Irakische Einheiten
- Irakische Sicherheitskräfte
- 4th und 5th Division der irakischen Armee
- Polizeieinheiten der Diyala-Provinz

## Die Operation

### Multinational Division – North

#### Operation Lightning Hammer I & II
Am 15. August 2007 begann die Operation Lightning Hammer. An ihr nahmen etwa 16.000 irakische Sicherheitskräfte und US-Soldaten teil. Ziel war es, im Bereich des Diyala-Flusses die Rückzugsorte der al-Qaida zu erobern und die Bevölkerung vor den Aufständischen und Terroristen zu schützen. Der Einsatz begann mit einem massiven nächtlichem Hubschrauberangriff auf wichtige Stellungen in der Gegend.
Nach Aussage eines amerikanischen Generals sollten die Terroristen, die bereits durch die Operation Arrowhead Ripper in den Monaten Juni und Juli in die Defensive gezwungen worden waren, durch die Operation vollständig aufgerieben werden. Dadurch sollte deutlich gemacht werden, dass sich die Aufständischen im Irak in keiner Region mehr ein Rückzugsgebiet schaffen könnten. Im Rahmen des Einsatzes sollte schweres Gerät wie zum Beispiel Kampfhubschrauber, Panzer und Luftunterstützung eingesetzt werden.

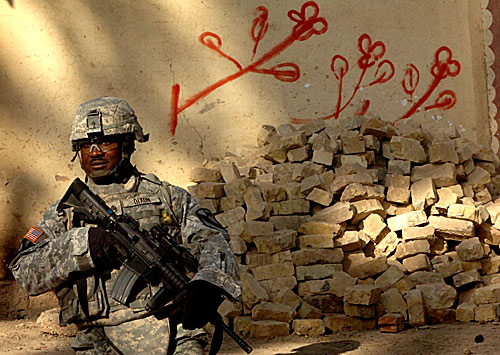
Ein Soldat auf Patrouille während der Operation Lightning Hammer in Mukeisha, Irak, 14. August 2007.

Der Einsatz begann mit schweren Luft- und Artillerieschlägen, die Bewegungen der Aufständischen unterbinden sollten und mehrere Stellungen ausschalteten. Danach begann der Vormarsch der Bodentruppen sowie die Absetzung größerer Verbände per Hubschrauber. Im Rahmen der Operation kam es zu mehreren kleineren Gefechten, bei denen einige Aufständische getötet wurden und mehrere Waffenlager gesichert wurden. Im Rahmen eines unterstützenden Einsatzes im Norden von Bakuba wurde ein größeres Lager der Aufständischen mit großen Vorräten an Waffen und Munition durch Einheiten der irakischen Armee entdeckt.
Die Operation Lightning Hammer endete am 22. August 2007. Im Verlauf der Operation waren 26 Aufständische getötet worden, 37 wurden festgenommen. In der Folge wurde Operation Lighthammer II durchgeführt, bei der im September 2007 weitere 16 Aufständische getötet wurden.

#### Operation Iron Hammer & Operation Iron Reaper
Nachdem die Führung der Multinational Division - Nord im Oktober 2007 von der 25. US-Infanteriedivision (Taskforce Lightning) auf die 1. US-Panzerdivision übergegangen war, wurde die Operation Iron Hammer gestartet, die den Anschluss an Operation Lightning Hammer II bilden sollte. Der Schwerpunkt des Einsatzes lag in einer unzugänglichen Region nördlich von Kirkuk, die als Operationsgebiet der al-Qaida bekannt ist. Zudem hatten sich dorthin größere Elemente der Aufständischen nach ihrer Niederlage bei Diyala zurückgezogen. Alle US-Brigaden, die der MNF-N unterstellt waren sowie alle 4 irakischen Divisionen in dieser Gegend wurden nach einigen Tagen mit in die Einsätze einbezogen und die Operation damit auf den ganzen Nord-Irak ausgedehnt. Im Laufe von zwei Wochen wurden 79 Waffenlager, darunter eines der größten für Sprengfallen, das bis jetzt entdeckt wurde, gesichert.

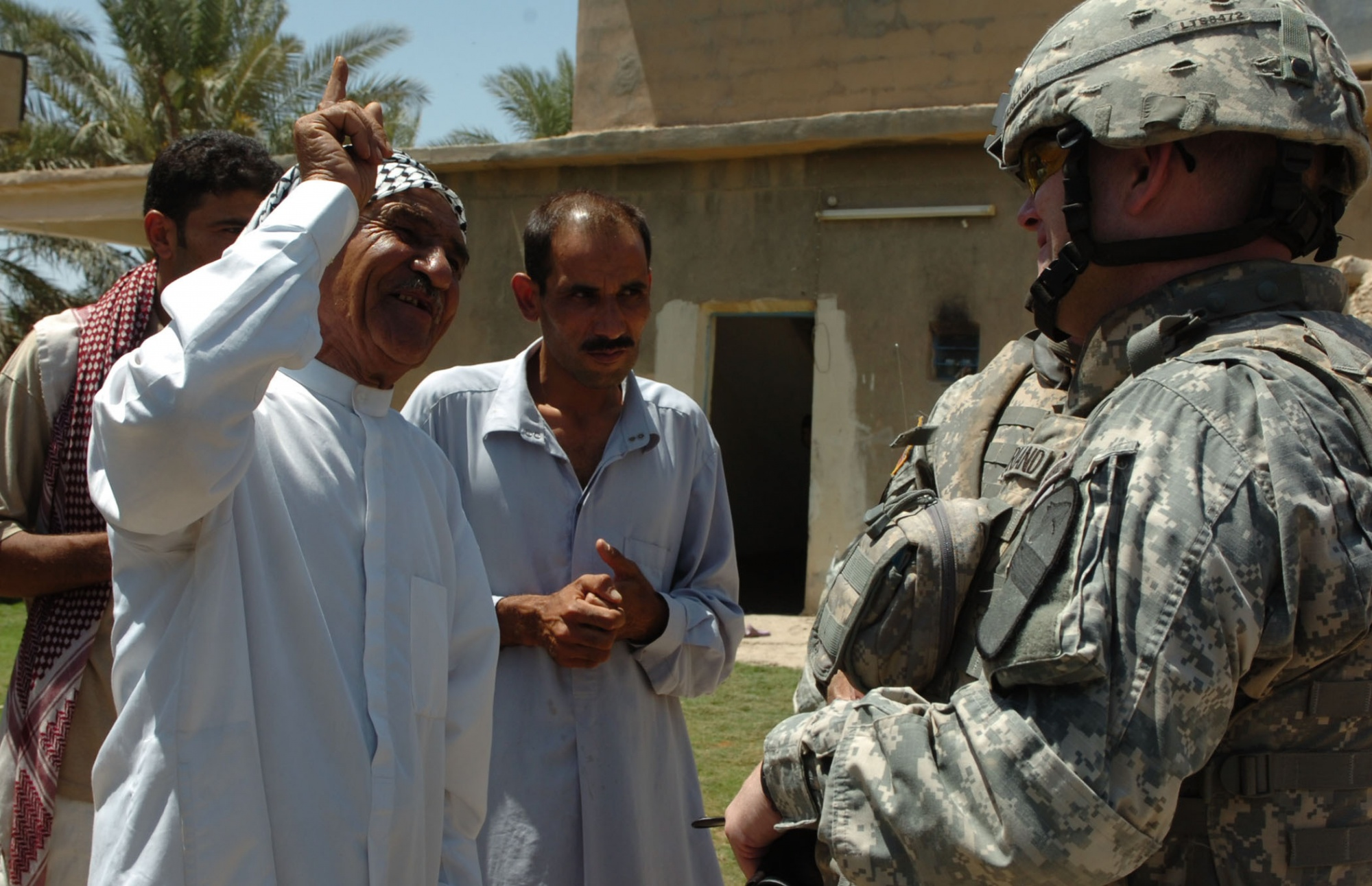
Gespräch zwischen US-Kommandeur und Einheimischen während der Operation Lightning Hammer, 14. August 2007

Am 27. November 2007 wurde die Operation durch Operation Iron Reaper abgelöst. Auch diese Operation hatte die Bekämpfung der al-Qaida-Strukturen im Nord-Irak zum Ziel. Vier der fünf US-Brigaden im Nord-Irak nahmen an dem Einsatz teil, ebenso mehrere Divisionen der irakischen Armee. Der Fokus der Kämpfe lag bei Mossul und im Bereich von Diyala. Im Zuge der Operation konnte im Ort Hawijah bei Kirkuk ein Bürger-Rat eingerichtet werden.

### Multinational Division – Center

#### Operation Marne Husky
Operation Marne Husky begann am 15. August 2007. Ziel waren Einheiten der Aufständischen im Tigris-Tal, die sich dorthin nach Niederlagen in vorherigen Operationen in den Außenbezirken Bagdads zurückgezogen hatten. Im Zuge der Operation wurden mehrere Luftschläge durchgeführt, da die vielen Kanäle und Flüsse der Region Bodentruppen stark behindern. Im Laufe der Operation wurden 43 Aufständische getötet und 80 gefangen genommen. Zudem entwickelten sich während der Offensive die ersten Bürgerräte im Süden von Bagdad.

#### Operation Marne Torch II
Im September 2007 ging Operation Marne Husky in die Operation Marne Torch II über. In dieser Teiloperation unterstützten die Koalitionsstreitkräfte den Aufbau der Bürgerräte sowie deren Kampf gegen al-Qaida-Kämpfer. Ca. 1.000 Kämpfer wurden aus diesen Bürgerräten rekrutiert. Zusammen mit dem 2. Heavy Brigade Combat Team der 3. Infantry Division wurden in mehreren Kämpfen etwa 250 al-Qaida-Kämpfer getötet, darunter 6 hochrangige Anführer. Die Operation wurde Mitte Oktober durch die Operation Marne Anvil abgelöst.

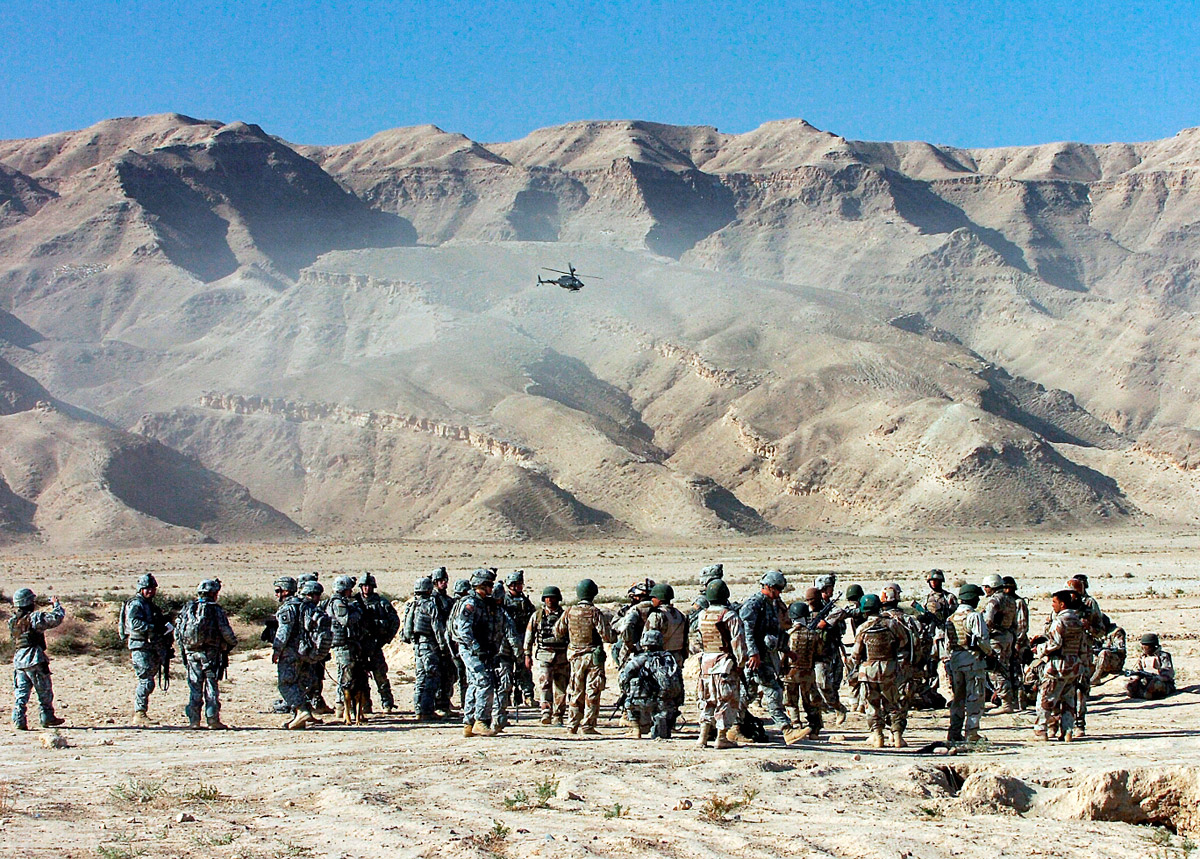
Einheiten 101. Airborne Division sowie Teile der irakischen Armee bereiten sich auf Ihre Abholung vor

#### Operation Marne Anvi
Im Gegensatz zu den vorherigen Operationen waren diesmal schiitische Extremisten aus dem Umfeld der Miliz von Muqtada as-Sadr das Ziel. Die Kämpfe fanden östlich von Bagdad statt.

#### Operation Marne Courageous
Am 16. November 2007 begann die Operation Marne Courageous. Ziel waren diesmal Versorgungslager der al-Qaida im Flusstal des Euphrat südöstlich von Bagdad. Die Operation begann mit einer größeren Luftlandung, an der 450 Soldaten der 101. Airborne Division sowie 220 Iraker teilnahmen. Das Zielgebiet lag nahe den Ortschaften Orwesat und al-Betra.

#### Operation Marne Roundup
Die Teiloperation Marne Courageous ging am 15. Dezember 2007 in die Operation Marne Roundup über. Im Gebiet bei Iskandariyah wurde am ersten Tag der Operation ein großes Tunnelsystem der al-Qaida entdeckt und gesprengt. Das System wurde anscheinend genutzt, um größere Mengen an Waffen sowie Kämpfer an den Ufern des Euphrat zu verstecken.  Irakische Freiwillige entdeckten am selben Tag ein weiteres Waffenlager und übergaben es den Koalitionstruppen.

## Ergebnis
Anfang 2008 endete die Operation und ging in die Operation Marne Thunderbolt über, die Teil der Operation Phantom Phoenix war.